# Polnische Badmintonmeisterschaft 1975
Die Polnische Badmintonmeisterschaft 1975 fand vom 29. bis zum 30. November 1975 in Wołomin statt. Es war die 12. Austragung der Titelkämpfe. 

## Medaillengewinner
| Disziplin    | Gold                                                                     | Silber                                                                    | Bronze |
| ------------ | ------------------------------------------------------------------------ | ------------------------------------------------------------------------- | --- |
| Herreneinzel | Zygmunt Skrzypczyński (Olimpia Wrocław)                                  | Wiesław Świątczak (Rakieta Łódź)                                          | Ryszard Borek (Unia Głubczyce) Andrzej Domagała (Gwardzista Wrocław)                                                                             |
| Dameneinzel  | Irena Karolczak (Stal FSO Warszawa)                                      | Helena Radaczyńska (Gwardzista Wrocław)                                   | Maria Domańska (KS Cracovia) Ewa Krawczyk (Olimpia Wrocław)                                                                                      |
| Herrendoppel | Andrzej Domagała (Gwardzista Wrocław) Wiesław Świątczak (Rakieta Łódź)   | Ryszard Borek (Unia Głubczyce) Stanisław Rosko (Unia Głubczyce)           | Zygmunt Skrzypczyński (Olimpia Wrocław) Ryszard Werbliński (Olimpia Wrocław) Ryszard Rernardyn (Olimpia Wrocław) Leonard Łącki (Olimpia Wrocław) |
| Damendoppel  | Irena Karolczak (Stal FSO Warszawa) Hana Snochowska (Stal FSO Warszawa)  | Maria Domańska (KS Cracovia) Maria Muszak (KS Cracovia)                   | Elżbieta Trojanowska (Unia Bieruń Stary) Elżbieta Utecht (Unia Głubczyce) Małgorzata Szymańska (Mors Gdynia) Anna Zyśk (Mors Gdynia)             |
| Mixed        | Lesław Markowicz (Stal FSO Warszawa) Irena Karolczak (Stal FSO Warszawa) | Leszek Nowakowski (Stal FSO Warszawa) Hana Snochowska (Stal FSO Warszawa) | Karol Hawel (Unia Głubczyce) Elżbieta Utecht (Unia Głubczyce) Ryszard Bernardyn (Olimpia Wrocław) Ewa Krawczyk (Olimpia Wrocław)                 |